# Bradya cladiofera
Bradya cladiofera är en kräftdjursart som beskrevs av Lang 1965. Bradya cladiofera ingår i släktet Bradya och familjen Ectinosomatidae. Inga underarter finns listade i Catalogue of Life.